# Josef Jungmann

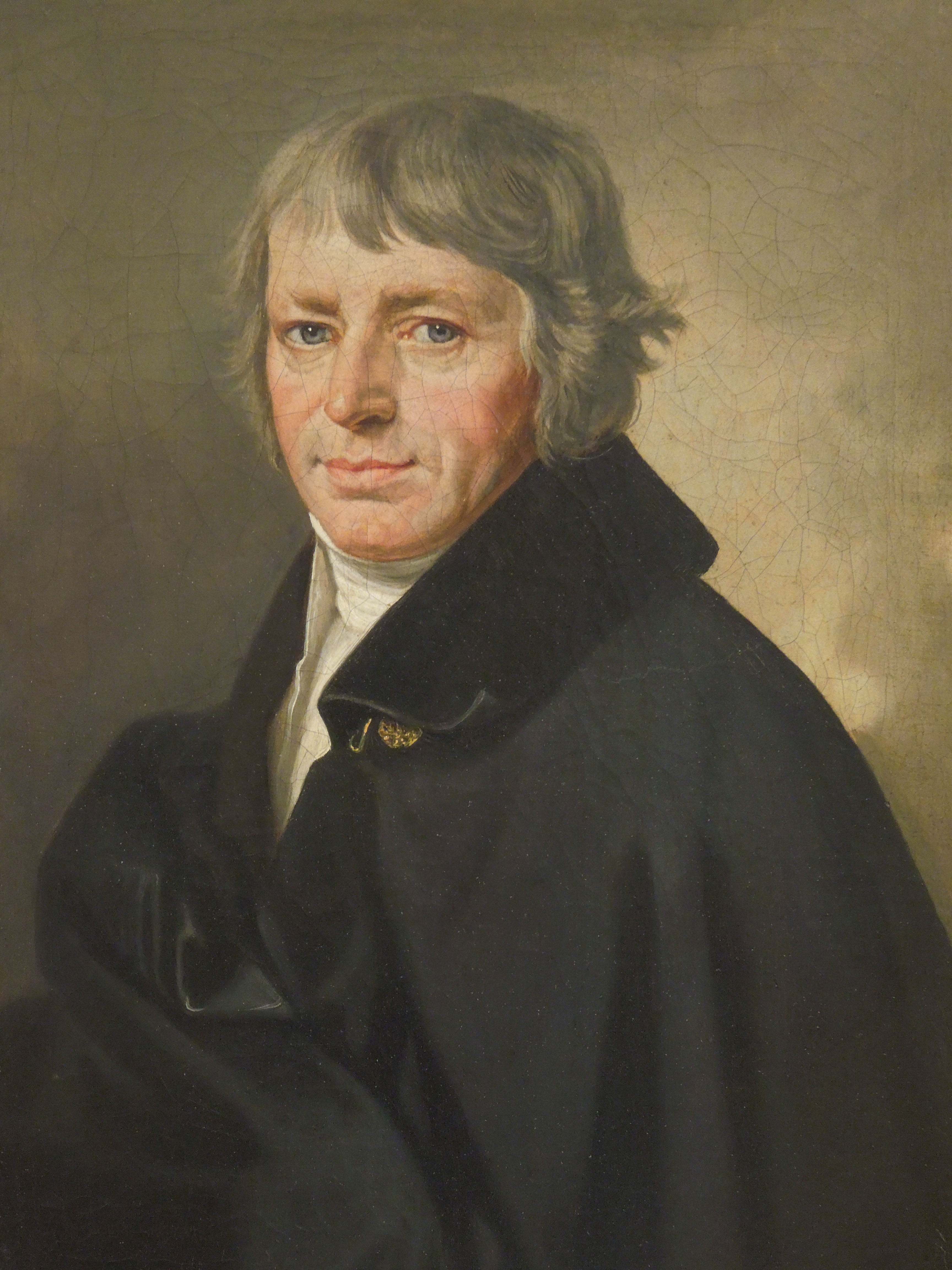
Josef Jungmann, ca. 1833 (Porträt von Antonín Machek)

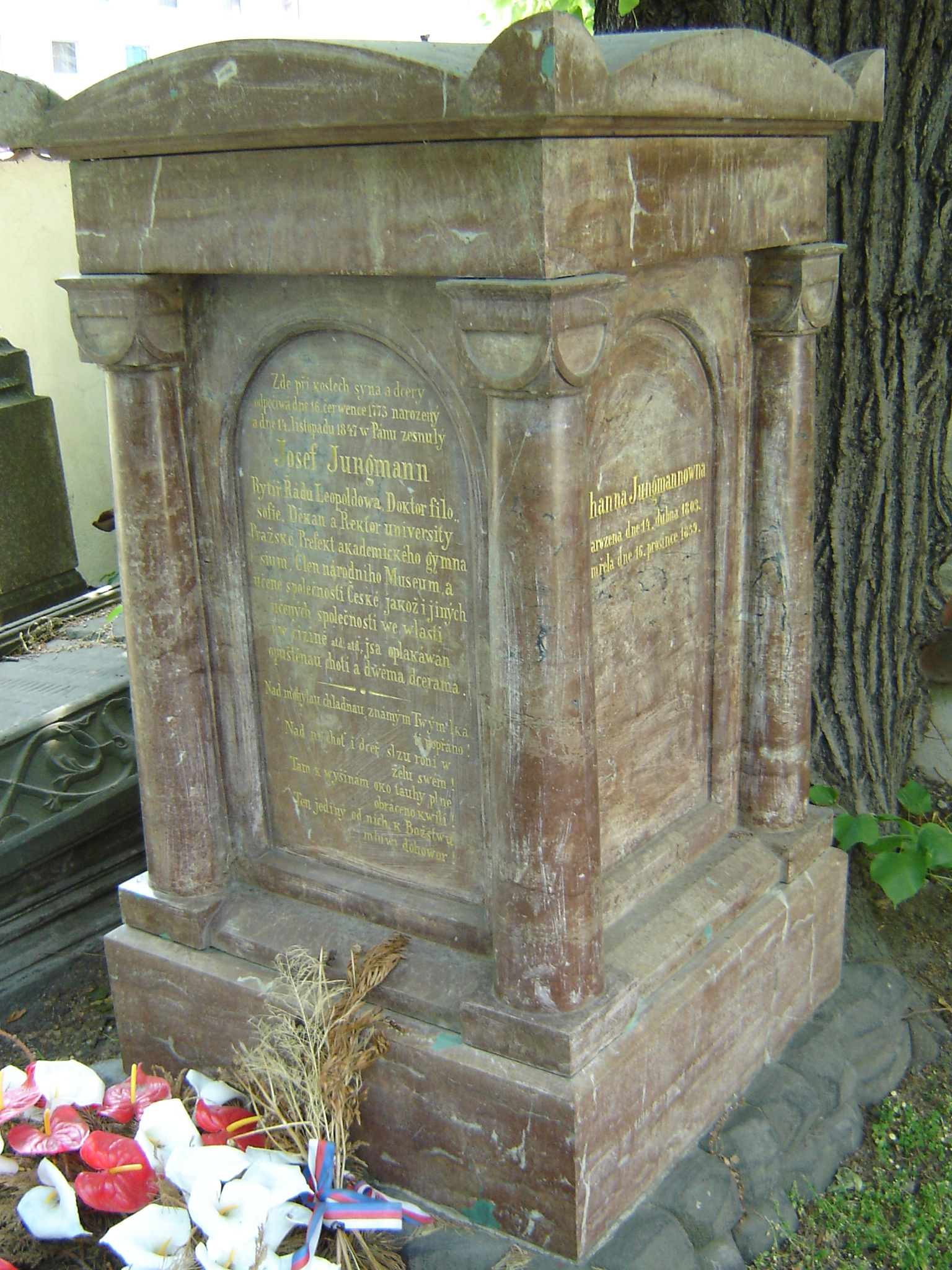
Grab von Josef Jungmann auf dem III. Olšany Friedhof

Josef Jungmann (* 16. Juli 1773 in Hudlitz bei Beraun; † 14. November 1847 in Prag) war ein Sprachwissenschaftler aus dem Kaisertum Österreich. Er gilt als führende Persönlichkeit der tschechischen Nationalen Wiedergeburt im 19. Jahrhundert.

## Leben
Jungmann war das sechste Kind eines Schusters in Hudlitz und sollte ursprünglich Priester werden. Nach einem Schulbesuch am Piaristengymnasium in Beraun (Beroun) und am Altstädter Gymnasium in Prag (1788–1792) studierte er zunächst Philosophie und dann Rechtswissenschaften, ab 1799 war er Lehrer am Gymnasium der Stadt Leitmeritz (Litoměřice). 1800 heiratete er die deutschsprachige Johanna Jungmannová (geb. Světecká z Černčice, deutsch Swietezky von Czernczitz) (1780–1855). Das Paar bekam sechs gemeinsame Kinder, von denen zwei vorzeitig starben. 1815 siedelten sie nach Prag über. 1817 promovierte Josef Jungmann dort zum Doktor der Philosophie, war bis etwa 1827 am Altstädter Gymnasium Lehrer der tschechischen Sprache und übersetzte aus dem Englischen, Französischen und Deutschen in die tschechische Sprache. Er erhielt einen Lehrauftrag an der Prager Karls-Universität, wurde Professor, 1827 und 1838 Dekan der Philosophischen Fakultät und war 1840 Rektor dieser Universität.
Josef Jungmann ist auf dem Olšany Friedhof (III. Friedhof, Station 8, Grab Nr. 26a) in Prag beerdigt.

## Wirken

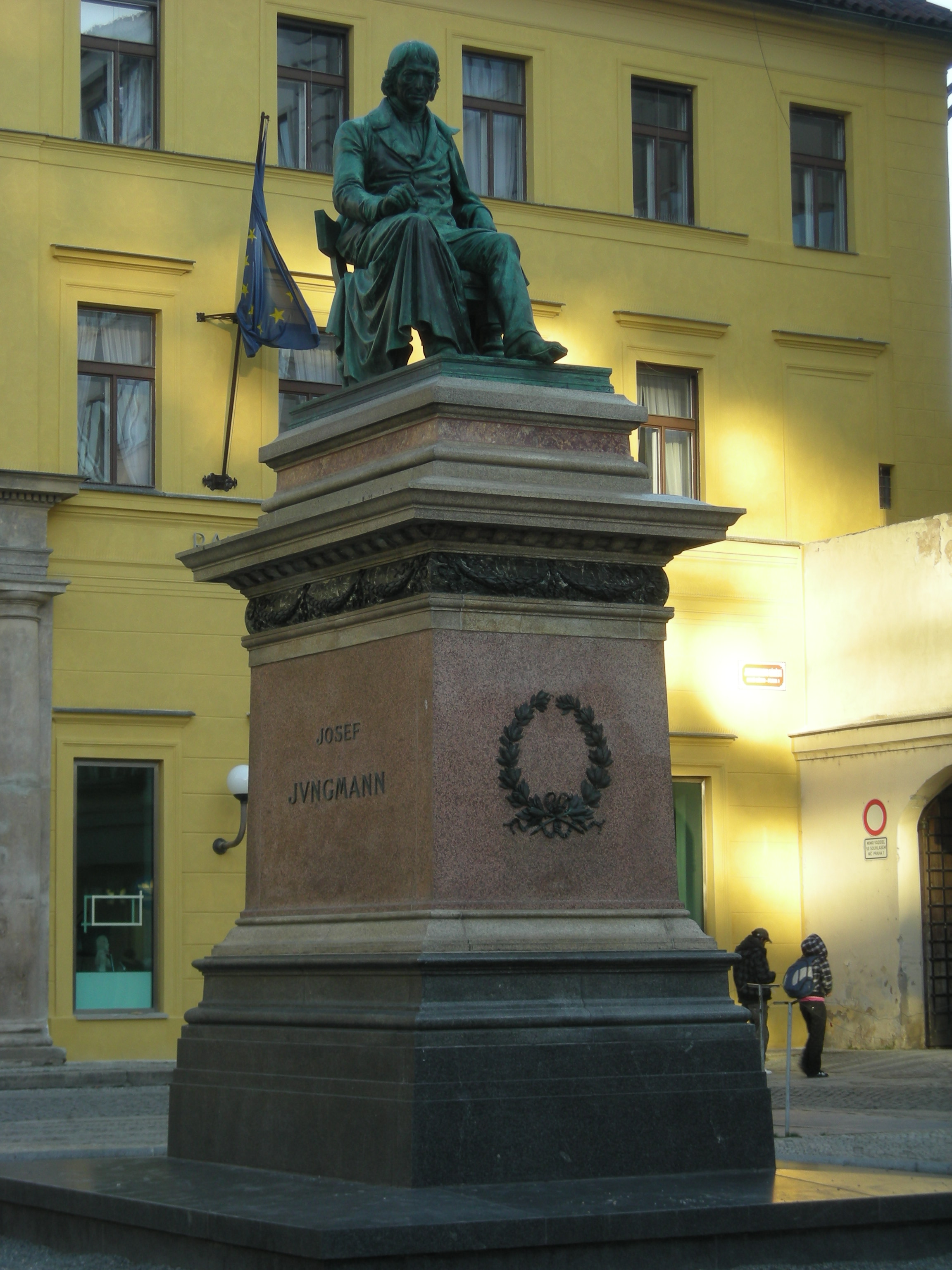
Statue von Josef Jungmann auf dem Jungmann-Platz (Jungmannovo náměstí), Prag, 1878

Jungmann war ein konsequenter Verfechter der Erneuerung der tschechischen Schriftsprache, anders als etwa sein Lehrer Josef Dobrovský schrieb er seine meisten Publikationen auf Tschechisch. 1805 erschien seine Übersetzung von „Atala“ von François-René de Chateaubriand, mit der er den Nachweis führen wollte, dass die tschechische Sprache auch zur Wiedergabe anspruchsvoller künstlerischer Texte geeignet ist. Es folgten Übersetzungen von Johann Wolfgang Goethe (Hermann und Dorothea), Friedrich Schiller (Das Lied von der Glocke) und John Milton (Paradise Lost).
In den folgenden Jahren veröffentlichte er eine Reihe von polemischen Texten, von denen die „Gespräche über die tschechische Sprache“ am bekanntesten sind, und setzte sich für eine neue tschechische Prosodie und die von Josef Dobrovský vorgeschlagene Orthographie ein. 1820 erschien die „Slovesnost“, eine Art stilistisches Lehrbuch, 1825 eine tschechische Literaturgeschichte.
Sein bedeutendstes Werk ist das fünfbändige tschechisch-deutsche Wörterbuch (1834–39), in dem er die Grundlage für den modernen tschechischen Wortschatz legte. Dort sammelte er nicht nur zahlreiche Belege für Wörter, die bei Schriftstellern der alttschechischen Zeit vor dem Jahr 1500 n. Chr. bis zum Anfang des 19. Jahrhunderts vorkamen, sondern betrieb auch eine systematische Erweiterung des Wortschatzes, sowohl durch Entlehnungen aus anderen slawischen Sprachen, wie durch Neubildungen anhand eines Wortbildungsverfahrens.

## Ehrungen
Die Königliche böhmische Gesellschaft der Wissenschaften nahm Jungmann als Mitglied auf und 1839 bestätigte der Österreichisch-kaiserliche Leopold-Orden seine Verdienste als Wissenschaftler. Nach Josef Jungmann ist der Jungmannplatz (Jungmannovo náměstí) in der Prager Neustadt benannt. 1878 wurde dort für ihn eine Bronzestatue des Bildhauers Ludvík Šimek errichtet, sie ist dessen bekanntestes Werk. Am 6. August 2003 wurde ein Asteroid nach Jungmann benannt: (40441) Jungmann. Am Haus in dem Josef Jungmann in Prag zuletzt lebte und starb, Praha 1, Jungmannova ulice Nr. 749/32, befindet sich eine Gedenktafel mit der Inschrift: „Zde Josef Jungmann žil a zemřel 16. listopadu 1847“ (deutsch: „Josef Jungmann lebte hier und starb am 16. November 1847“).

## Angehörige
Josef Jungmann war der Bruder des Anton Johann Jungmann, der Geburtshilfe an der Universität Prag lehrte.

## Werke
- Nepředsudečné mínění o české prozódii (Unvoreingenommene Meinung über die tschechische Prosodie), 1804
- O jazyku českém (Über die tschechische Sprache), 1806
- O klasičnosti literatury a důležitosti její (Über den klassischen Charakter der Literatur und die Bedeutung der Literatur)
- Oldřich a Božena (Oldřich und Božena), 1806
- Rozmlouvání o jazyku českém (Gespräche über die tschechische Sprache)
- Antibohemia, 1814
- Slovesnost aneb Sbírka příkladů s krátkým pojednáním o slohu (Verbosität oder eine Sammlung von Beispielen mit einer kurzen Abhandlung über Verse), 1820
- Slovo ke statečnému a blahovzdělanému Bohemariusovi (Ein Wort an den tapferen und wohlwollenden Bohemarius), 1814
- Krok (wissenschaftliche Zeitschrift), ab 1821
- Historie literatury české aneb Soustavný přehled spisů českých, s krátkou historií národu, osvícení a jazyka (Geschichte der tschechischen Literatur oder Ein systematischer Überblick über das tschechische Schrifttum, mit einer kurzen Geschichte der Nation, der Aufklärung und der Sprache), 1825
- Slovník česko-německý (Tschechisch-deutsches Wörterbuch), 1834–39 (5 Bände) unter Mitwirkung von Jakub Josef Dominik Malý
- Zápisky (Anmerkungen), 1871